# Abdel Moneim Abul Futuh

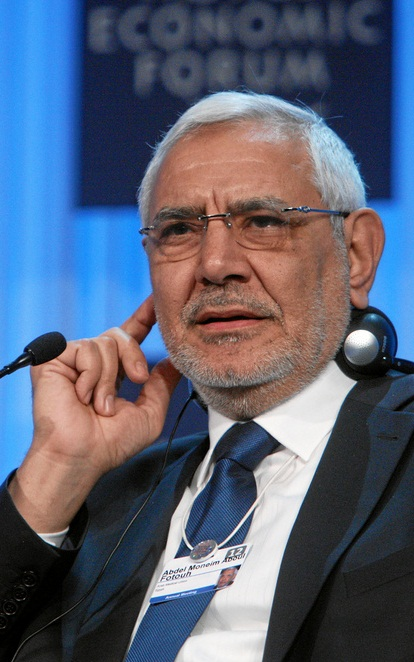
Abul Fotouh während des WEFs 2012

Abdel Moneim Abul Fotuh Abdel Hady (arabisch عبد المنعم أبو الفتوح عبد الهادي, DMG ʿAbd al-Munʿim Abū al-Futūḥ ʿAbd al-Hādī; * 15. Oktober 1951) ist ein ägyptischer Politiker. Er war Mitglied der Muslimbruderschaft und wurde später Generalsekretär der Union arabischer Mediziner und Vorsitzender seiner Partei Starkes Ägypten. Fotuh war ein Kandidat für die Präsidentschaftswahl in Ägypten 2012.
Am 14. Februar 2018 wurde Abul Futuh verhaftet. Menschenrechtsorganisationen werfen der ägyptischen Regierung vor, ihm die nötige medizinische Versorgung zu verweigern.

## Frühes Leben

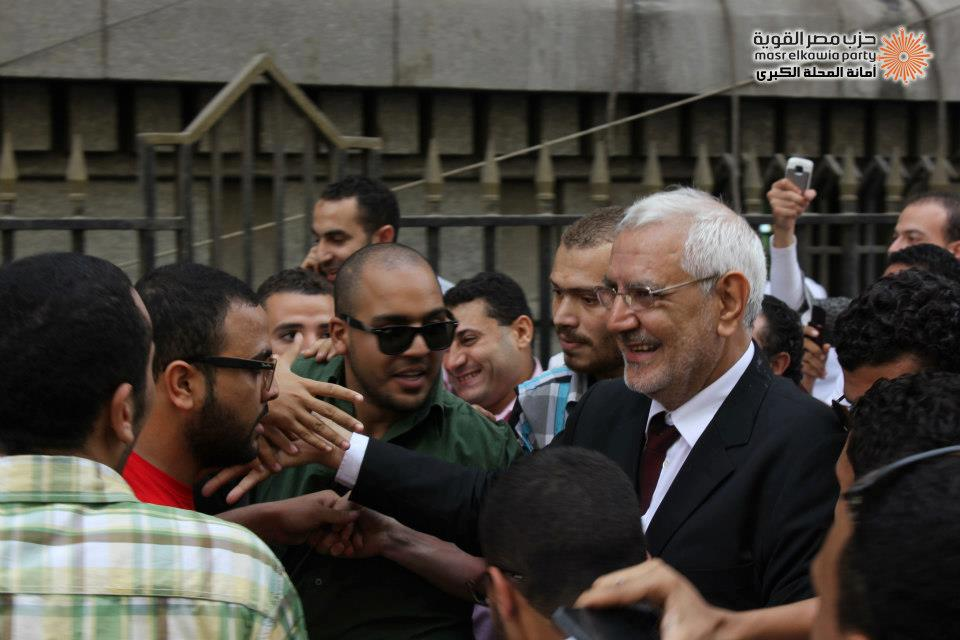
Abdel Moneim Abul Fotuh (2012)

Abul Fotuh studierte an der Universität Kairo Medizin und Jura. Er schloss 1976 Medizin mit Auszeichnung und Jura mit dem Bachelor ab. An der Helwan-Universität machte er seinen Master in Krankenhausmanagement. Während seiner Zeit an der Universität war Abul Fotuh 1973 Präsident der Schülerschaft in Quasr Aini sowie Präsident der Studentenschaft in Kairo 1975. Später wurde er Generalsekretär des Medienkomitees aller ägyptischen Universitäten.
Abul Fotuh war ein prominenter Studentenführer in den 1970er Jahren und setzte sich dafür ein, dass es kleineren islamischen Organisationen erleichtert wurde, der Bruderschaft beizutreten. Als Mitglied der Muslimbruderschaft arbeitete er viele Jahre lang in der Leitung und wurde so zum „meistrespektierten Mitglied“. Allerdings wurde er 2009, auf Betreiben des Hauptgeldgebers und Chefstrategen der Bruderschaft Chairat el-Schater, aus dem Leitungsgremium abgewählt. Als er sich nach dem Sturz des Präsidenten Husni Mubarak im Jahr 2011 weigerte, auf eine unabhängige Präsidentschaftskampagne zu verzichten, schloss ihn die Muslimbruderschaft aus.
Als Präsident der Studentenschaft in Kairo hatte Abul Fotuh eine berühmte Debatte mit dem damaligen ägyptischen Staatsmann Anwar as-Sadat. Er beschimpfte Sadat und seine Anhänger als „Heuchler“. Daraufhin brach Sadat das Gespräch empört und verärgert ab.
Während der Septemberverhaftungen von 1981, die sich gezielt gegen Mitglieder islamistischer Gruppen richteten, wurde auch Abul Fotuh verhaftet. Als Mitglied der Muslimbruderschaft wurde er von einem Militärgericht zu einer mehrjährigen Haftstrafe verurteilt. Diese saß er von 1996 bis 2001 ab. Vor seiner Haft arbeitete er als Berater des Generalsekretärs der Union arabischer Mediziner. Nach seiner Freilassung wurde er zum Generalsekretär dieser Organisation gewählt.

## Präsidentschaftswahlkampf
Im Zuge der Revolution in Ägypten 2011 verkündete Abul Fotuh, dass er sich für die Wahlen zum Präsidenten aufstellen ließe. Die Muslimbruderschaft hatte jedoch bereits im Vorfeld erklärt, dass sie keinen Präsidentschaftskandidaten aufstellen würde. So verkündeten Sprecher der Bruderschaft, dass Mitglieder, die sich aufstellen ließen, dies nur ohne Unterstützung der Muslimbruderschaft tun könnten. Daraufhin wurde Abul Fotuh aus der Organisation ausgeschlossen. Die salafistische Partei des Lichts, die al-Wasat-Partei und die Ägyptische Strömungspartei unterstützten seine Kandidatur. Allerdings erreichte er bei der ersten Wahlrunde am 23. und 24. Mai 2012 nur gut 17 % der Stimmen und belegte damit den 4. Platz unter den 13 Kandidaten.

## Positionen
Abul Fotuh behauptet von sich, dass er versuche, die Ideale des Korans in Einklang mit demokratischen Prinzipien zu bringen. Er vertritt die Meinung, dass wahre Macht nicht von den Gesetzen oder der Verfassung erlangt wird, sondern einzig von den Menschen.